# Muhi
Muhi is een plaats (község) en gemeente in het Hongaarse comitaat Borsod-Abaúj-Zemplén. Muhi telt 549 inwoners (2001). 
In 1241 vond hier de Slag bij Mohi plaats. De Hongaarse koning Béla IV verloor van de invallende Mongoolse troepen. Na de slag konden de Mongolen diep doordringen in Hongarije en werd naar schatting tussen de 10 en 25% van de Hongaarse bevolking afgeslacht.